# Степанян, Гагик Оганесович
Гаги́к Огане́сович Степаня́н (арм. Գագիկ Հովհաննեսի Ստեփանյան; 13 февраля 1965 — 16 марта 1994) — армянский фидаин, участник Карабахской войны.

## Биография

### Семья
Предки Гагика были выходцами из села Диадема Сурмалинской области (ныне на территории Турции). Дед Гагика участвовал в Баш-Апаранском сражении. Другой дед Гагика, во время Великой Отечественной войны дошёл до Берлина, и оставил свою подпись на стенах Рейхстага.

### Молодость
В юности получил звание мастера спорта по боксу, был призёром различных турниров. Увлекался древней дохристианской религией армян, за что получил прозвище «язычник Гаго». Отслужив в Советской Армии, он присоединился к братьям — Баграту и Араику, которые участвовали в Карабахском движении.

### Участие вКарабахском конфликте
В апреле 1990 года брат Гагика, Араик Степанян, вместе с друзьями захватили оружие в советской воинской части в Кафане. Советские войска настигли их и окружили. Гагик, на машине скорой помощи, проник к ним и вывез брата и его друзей вместе с оружием. После этого братья присоединились к армянским добровольцам в Нагорном Карабахе и приняли участие в боевых действиях.
В 1992 году Гагик был участником боев в Лачине, Кубатлы, Физули, Кельбаджаре.

### Гибель
Зимой 1993/94 гг. отряд Гагика принимал участие в битве за Омарский перевал. 13 марта 1994 года азербайджанские силы начали наступление на участке этого отряда, но были отбиты и на следующее утро отступили. Однако 16 марта под прикрытием густого тумана они вновь атаковали армянские позиции и заняли посты, соседние с 3-м постом, где командиром был Гагик. 3-й пост был полуокружен, сам Гагик ранен в ногу. Погиб, подорвав себя гранатой.
19 марта бойцы Гагика Степаняна, при поддержке отряда «Охотника Миши» и спецназа «Тайфун» отбили 3-й пост и вернули тело Гагика.

## Награды и память
Гагик Степанян был посмертно награждён орденом «Боевой крест» первой степени НКР. В 1999 средняя школа № 135 в Ереване, которую он окончил, была названа его именем. В 2009 году в Ереване (2 массив) установлен памятник Гагику, архитектором которого является Артур Аветисян.